# جزيرة شيبارة

## جزيرة شيبارة
جزيرة شيبارة هي إحدى الجزر الواقعة ضمن مشروع البحر الأحمر في السعودية، وتُعد من أبرز الوجهات السياحية الفاخرة المطورة ضمن رؤية السعودية 2030. تقع الجزيرة في الساحل الغربي للمملكة، بمحاذاة البحر الأحمر، وتتميز بتنوعها البيئي الغني، حيث تحتضن شعابًا مرجانية ومياهًا نقية ومجموعة متنوعة من الأحياء البحرية.

## الموقع
تقع جزيرة شيبارة قبالة سواحل منطقة تبوك، ضمن أرخبيل مشروع البحر الأحمر الذي يضم أكثر من 90 جزيرة. تتميز الجزيرة بموقع استراتيجي قريب من مطار البحر الأحمر الدولي، ما يجعلها وجهة سهلة الوصول للسياح القادمين من داخل وخارج السعودية.

## التطوير والمرافق
تُعتبر شيبارة من أولى الجزر التي تم تطويرها ضمن مشروع البحر الأحمر، حيث جرى افتتاح أول منتجع فاخر فيها في عام 2023 بإدارة مجموعة ريتز كارلتون. يضم المنتجع فللًا عائمة، إضافة إلى شواطئ خاصة ومرافق ترفيهية ومطاعم راقية. تعتمد الجزيرة في تشغيلها على الطاقة المتجددة بنسبة 100%، ما يجعلها نموذجًا للاستدامة البيئية في السياحة.

## البيئة والتنوع البيولوجي
تتميّز الجزيرة بمحيط بحري غني بالشعاب المرجانية والأسماك الملوّنة والسلاحف البحرية. وقد أولى مطورو الجزيرة اهتمامًا كبيرًا بالحفاظ على البيئة البحرية، عبر برامج للحفاظ على الشعاب المرجانية ومراقبة الأنواع المهددة بالانقراض.

## الأهمية السياحية
تعد شيبارة وجهة رئيسية لعشاق السياحة الفاخرة والبيئية، إذ تقدم تجربة تجمع بين الفخامة والحفاظ على الطبيعة. وقد استقطبت الجزيرة شخصيات بارزة عالميًا، مثل النجم البرتغالي كريستيانو رونالدو، الذي قضى إجازة مع عائلته في أحد منتجعاتها، ما ساهم في تسليط الضوء العالمي على الجزيرة وزيادة شهرتها. كما تُسهم شيبارة في تعزيز مكانة المملكة كوجهة سياحية عالمية، وهو ما يتماشى مع أهداف رؤية السعودية 2030 الرامية إلى تنويع الاقتصاد الوطني وزيادة مساهمة القطاع السياحي في الناتج المحلي.

## النقل والوصول
يرتبط الوصول إلى جزيرة شيبارة بمطار البحر الأحمر الدولي، الذي افتتح في سبتمبر 2023. ويوفر المطار رحلات مباشرة من مدن سعودية ودولية، إلى جانب النقل البحري الفاخر إلى الجزيرة.